# James A. Trimble

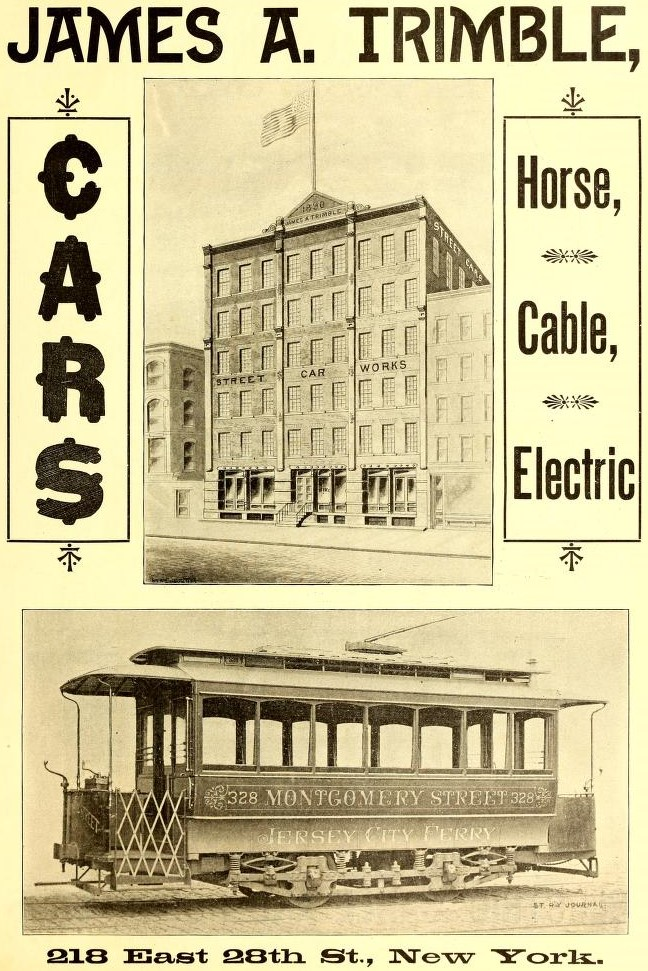
James A. Trimbles Straßenbahnwagenfabrik

James A. Trimble (* 1847 in New York City; † nach 1869) war ein US-amerikanischer Erfinder und Geschäftsmann, der 1869 die nach ihm benannte Straßenbahnwagenfabrik gründete. Sein sechsstöckiges Fabrikgebäude lag in der 218 East 28th St. in New York. Trimble produzierte Wagen für Pferdestraßenbahnen, Kabelstraßenbahnen, elektrische Straßenbahnen und Straßenbahnpostwagen. Als Erfinder erhielt Trimble mehrere Patente.
Die Brooklyn & N.Y. Railway Supply Co. in Elizabeth (New Jersey) (1895–1897) entstand durch den Zusammenschluss der J.W. Fowler Car Company und der James A. Trimble Company. Trimble war Präsident der neuen Firma und verlagerte seine Maschinen von New York nach Elizabethtown (New Jersey). Es war geplant, 1500 Straßenbahnwagen pro Jahr zu produzieren.